# NASCAR Cup Series 2023

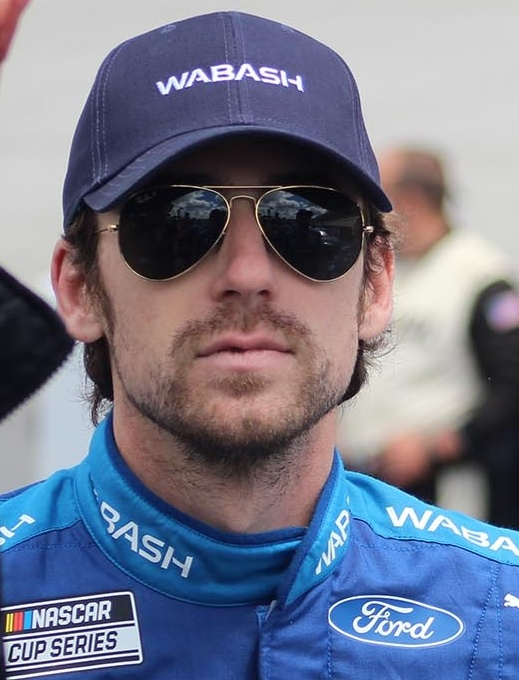
Ryan Blaney, Il campione della NASCAR Cup Series 2023.

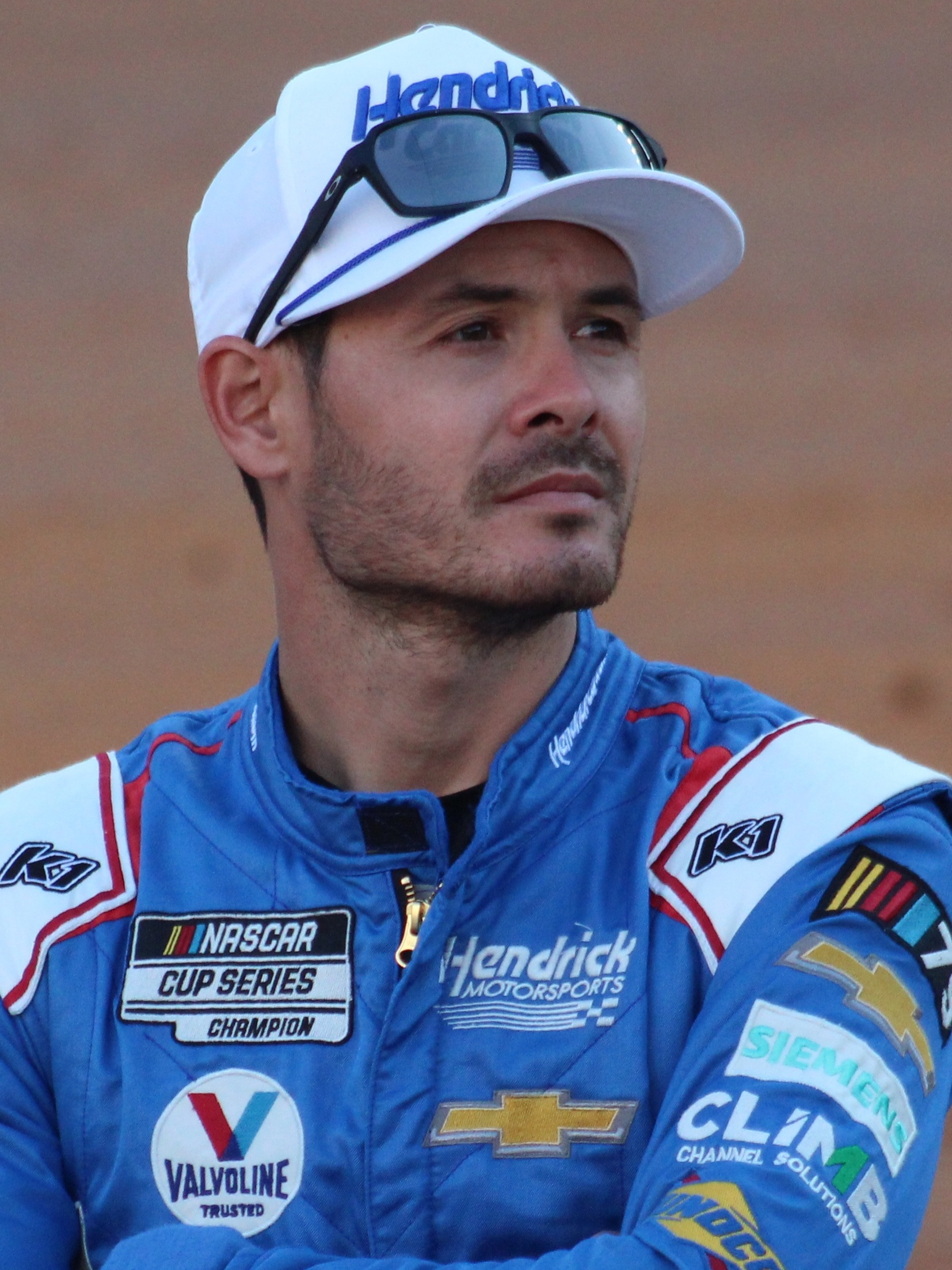
Kyle Larson, è arrivato secondo dietro a Blaney nel campionato.

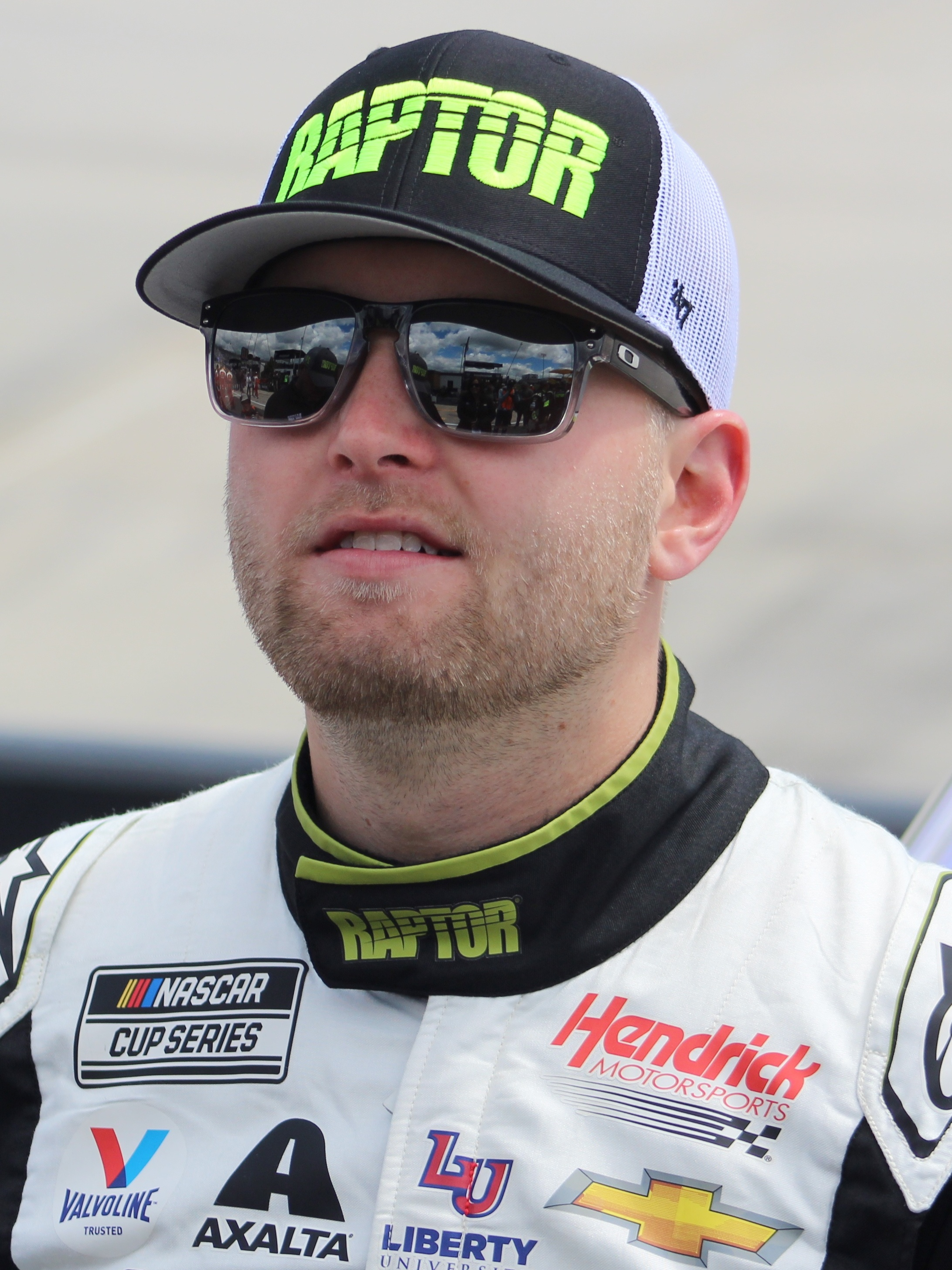
William Byron, è arrivato terzo nel campionato.

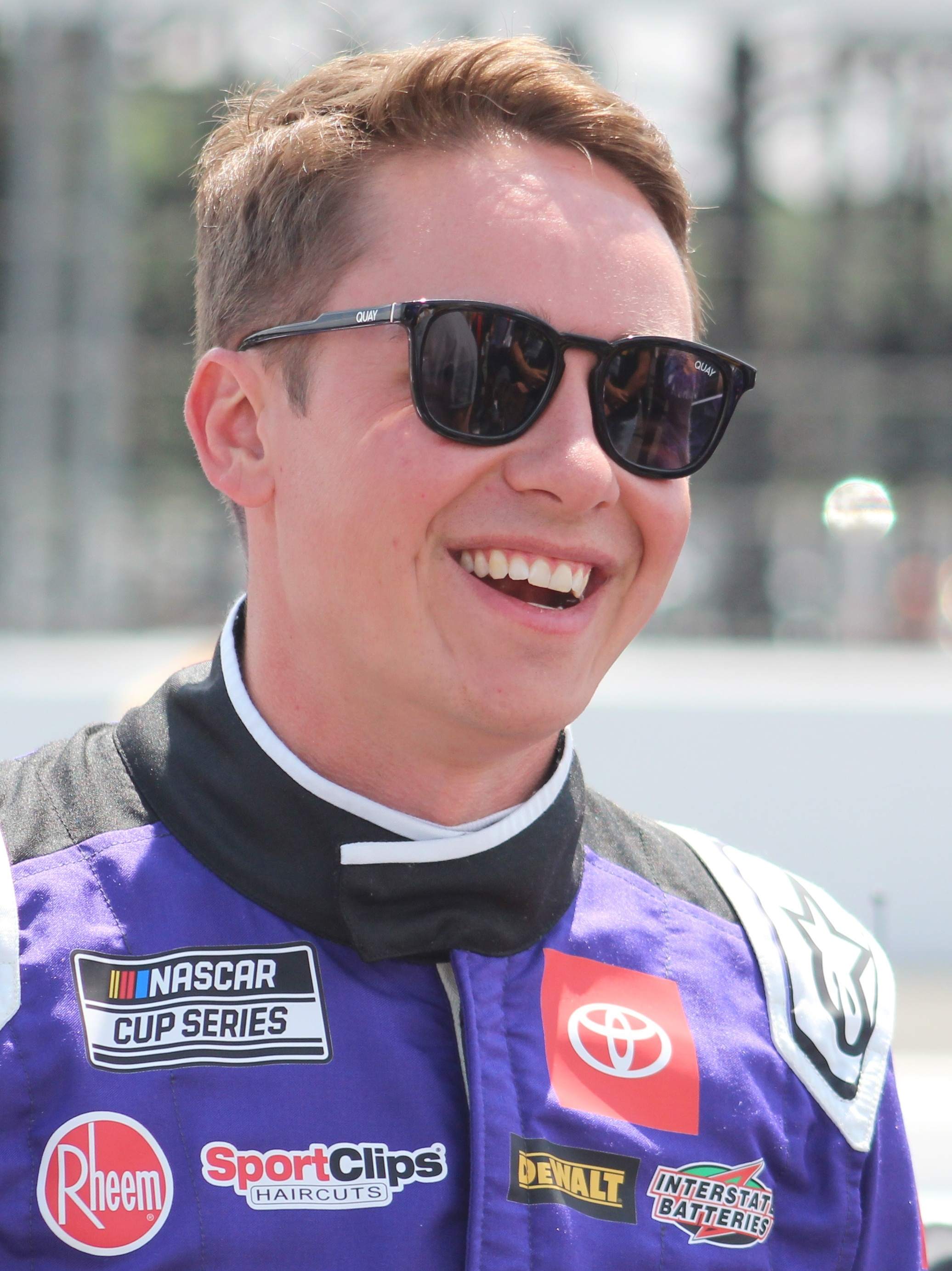
Christopher Bell, è arrivato quarto nel campionato.

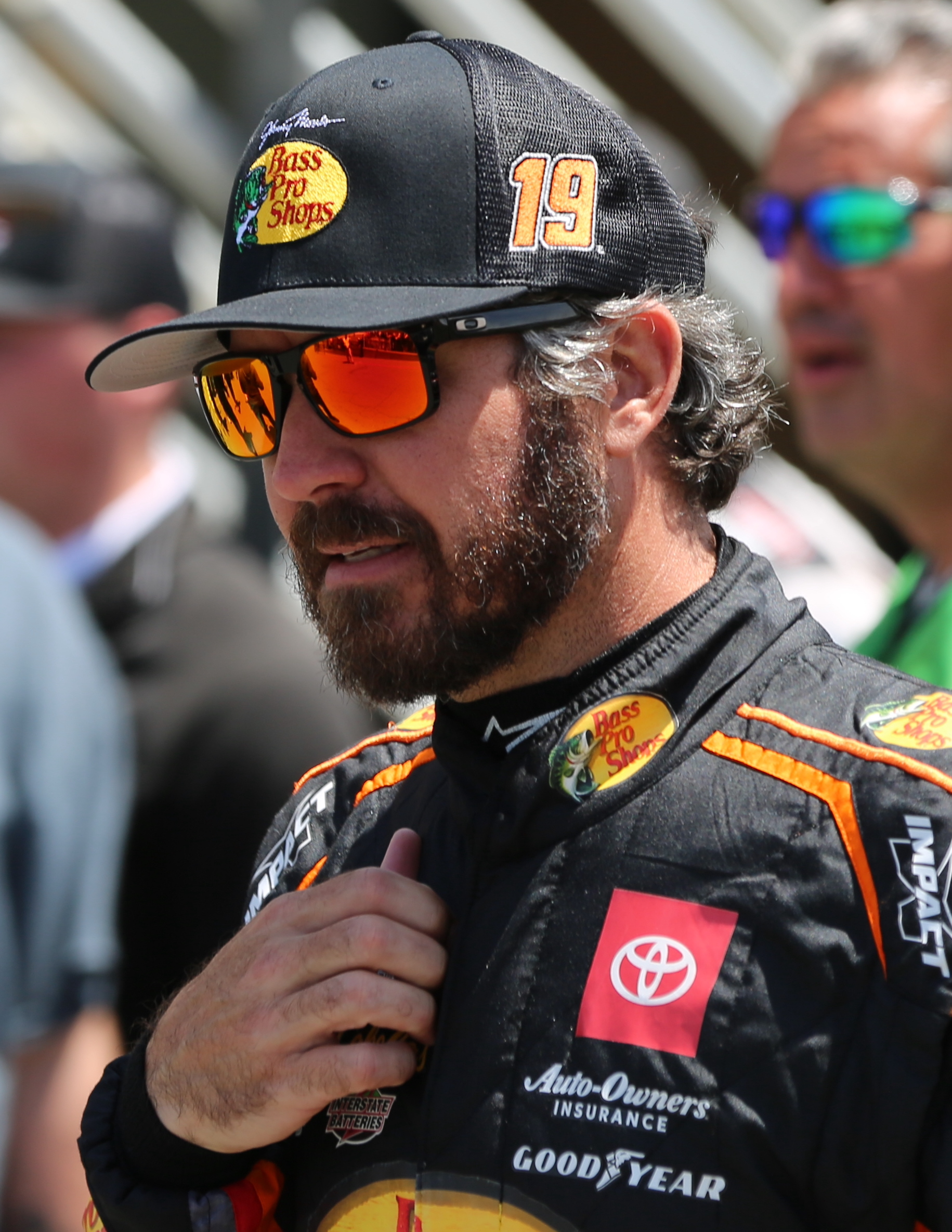
Martin Truex Jr., il vincitore della regular season 2023.

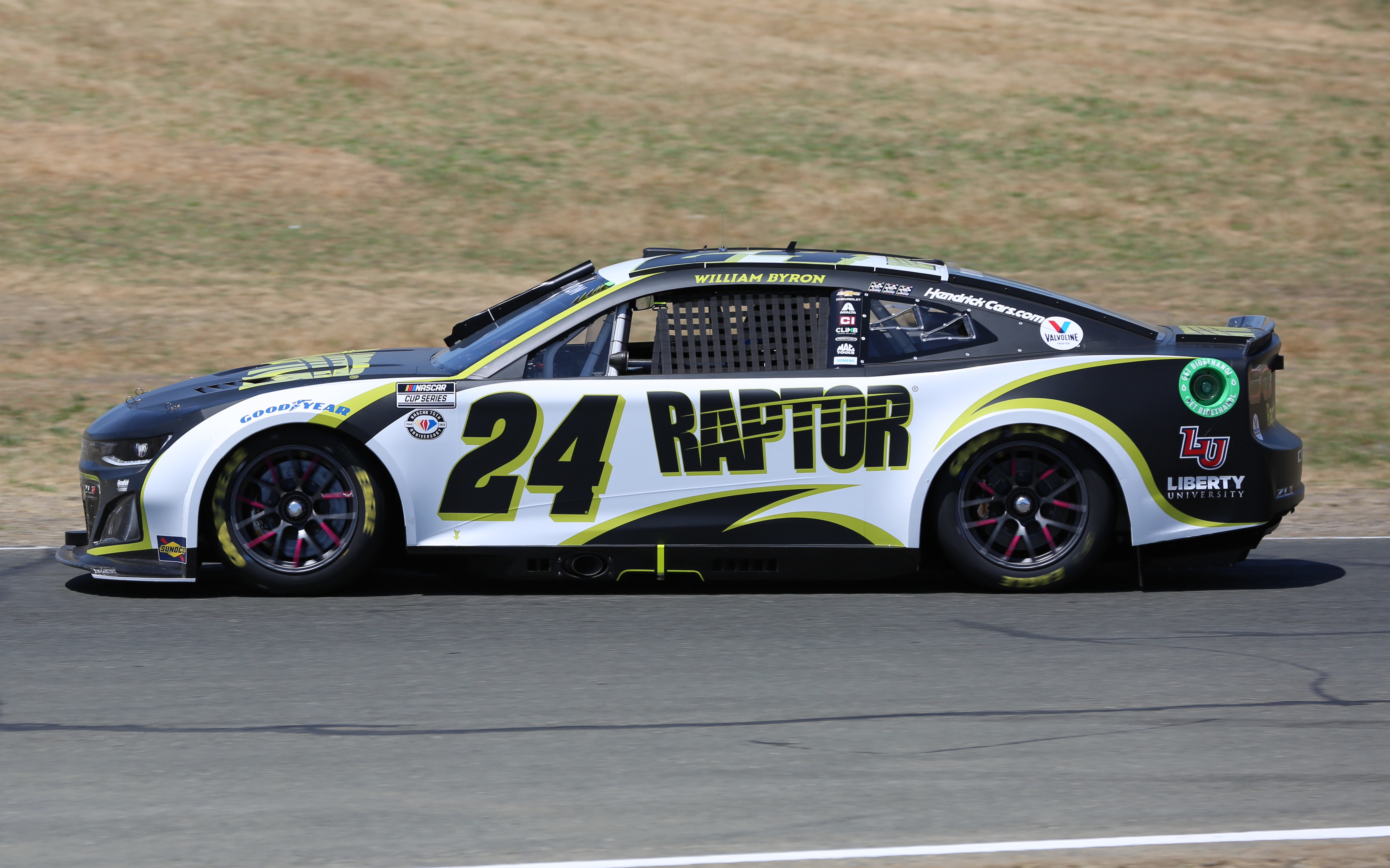
Chevrolet, il costruttore vincitore della stagione 2023.

La NASCAR Cup Series 2023 è stata la 75ª edizione del massimo campionato motoristico NASCAR e la 52ª dall'inizio dell'era moderna delle Cup Series. La stagione ha preso avvio il 5 febbraio 2023 con il Busch Light Clash presso il Los Angeles Memorial Coliseum. Questa gara è stata seguita dalle gare di qualificazione dei Daytona Duel e dalla 65ª edizione della Daytona 500 (la prima gara a punti della stagione) il 19 febbraio, entrambe al Daytona International Speedway. La stagione si è conclusa il 5 novembre 2023 con la NASCAR Cup Series Championship Race presso il circuito di Phoenix Raceway.
La stagione 2023 ha visto la sua ultima partecipazione del campione 2014 Kevin Harvick, pilota della Stewart-Haas Racing. Harvick aveva annunciato il suo ritiro alla conclusione del campionato 2023 il 12 gennaio, annunciando allo stesso tempo il suo ingaggio come commentatore per il canale televisivo FOX. La stagione 2023 è stata inoltre la prima a non vedere la partecipazione del campione 2004 Kurt Busch, che aveva annunciato il suo ritiro definitivo dalle corse il 15 ottobre 2022
Il 26 agosto 2023, dopo la disputa della Coke Zero Sugar 400 presso il circuito di Daytona, il pilota della Joe Gibbs Racing Martin Truex Jr. si è aggiudicato il titolo di campione della regular season. Ad aggiudicarsi il titolo di NASCAR Rookie of the Year è stato un altro pilota della Joe Gibbs Racing, Ty Gibbs, che ha ottenuto il titolo dopo la sospensione e poi lo scioglimento del contratto tra Noah Gragson e il Legacy Motor Club nell'agosto 2023. Prima della disputa della Xfinity 500 nella pista di Martinsville, la Chevrolet ha ottenuto il suo 42º titolo costruttori nella storia delle Cup Series. A conquistare il titolo piloti è stato Ryan Blaney, del Team Penske.

## Scuderie e piloti

### Squadre concharter
Le seguenti scuderie sono quelle che garantiscono almeno una macchina per ogni singola gara del campionato NASCAR.
| Costruttore | Team                     | N. | Pilota                                                              | Capo squadra                                                            |
| ----------- | ------------------------ | -- | ------------------------------------------------------------------- | ----------------------------------------------------------------------- |
| Chevrolet   | Hendrick Motorsports     | 5  | Kyle Larson                                                         | Cliff Daniels (1-4, 9-36) Kevin Meendering (5-8)                        |
| Chevrolet   | Hendrick Motorsports     | 9  | Chase Elliott (1-2, 9-14, 16-36)                                    | Alan Gustafson (1-4, 9-36) Tom Gray (5-8)                               |
| Chevrolet   | Hendrick Motorsports     | 9  | Josh Berry (3-5, 7-8)                                               | Alan Gustafson (1-4, 9-36) Tom Gray (5-8)                               |
| Chevrolet   | Hendrick Motorsports     | 9  | Jordan Taylor (6)                                                   | Alan Gustafson (1-4, 9-36) Tom Gray (5-8)                               |
| Chevrolet   | Hendrick Motorsports     | 9  | Corey LaJoie (15)                                                   | Alan Gustafson (1-4, 9-36) Tom Gray (5-8)                               |
| Chevrolet   | Hendrick Motorsports     | 24 | William Byron                                                       | Rudy Fugle (1-4, 9-36) Brian Campe (5-8)                                |
| Chevrolet   | Hendrick Motorsports     | 48 | Alex Bowman (1-10, 14-36)                                           | Blake Harris (1-4, 9-36) Greg Ives (5-8)                                |
| Chevrolet   | Hendrick Motorsports     | 48 | Josh Berry (11-13)                                                  | Blake Harris (1-4, 9-36) Greg Ives (5-8)                                |
| Chevrolet   | JTG Daugherty Racing     | 47 | Ricky Stenhouse Jr.                                                 | Mike Kelley                                                             |
| Chevrolet   | Kaulig Racing            | 16 | A. J. Allmendinger                                                  | Matt Swiderski                                                          |
| Chevrolet   | Kaulig Racing            | 31 | Justin Haley                                                        | Trent Owens (1-8, 13-36) Eddie Purdue (9-12)                            |
| Chevrolet   | Legacy Motor Club        | 42 | Noah Gragson (R) (1-15, 17-22)                                      | Luke Lambert                                                            |
| Chevrolet   | Legacy Motor Club        | 42 | Grant Enfinger (16)                                                 | Luke Lambert                                                            |
| Chevrolet   | Legacy Motor Club        | 42 | Josh Berry (23, 26)                                                 | Luke Lambert                                                            |
| Chevrolet   | Legacy Motor Club        | 42 | Mike Rockenfeller (24-25, 32)                                       | Luke Lambert                                                            |
| Chevrolet   | Legacy Motor Club        | 42 | Carson Hocevar (27-31, 33, 35-36)                                   | Luke Lambert                                                            |
| Chevrolet   | Legacy Motor Club        | 42 | John Hunter Nemechek (34)                                           | Luke Lambert                                                            |
| Chevrolet   | Legacy Motor Club        | 43 | Erik Jones                                                          | Dave Elenz (1-15, 17, 19-36) Joey Cohen (16) Danny Efland (18)          |
| Chevrolet   | Live Fast Motorsports    | 78 | B. J. McLeod (1-5, 8, 10-11, 13-15, 19-22, 26-27, 29-31, 33, 35-36) | George Ingram                                                           |
| Chevrolet   | Live Fast Motorsports    | 78 | Josh Bilicki (6, 12, 16-18, 23-25, 32, 34)                          | George Ingram                                                           |
| Chevrolet   | Live Fast Motorsports    | 78 | Anthony Alfredo (7, 9)                                              | George Ingram                                                           |
| Chevrolet   | Live Fast Motorsports    | 78 | Sheldon Creed (28)                                                  | George Ingram                                                           |
| Chevrolet   | Richard Childress Racing | 3  | Austin Dillon                                                       | Keith Rodden (1-9, 12-36) Justin Alexander (10-11)                      |
| Chevrolet   | Richard Childress Racing | 8  | Kyle Busch                                                          | Randall Burnett                                                         |
| Chevrolet   | Spire Motorsports        | 7  | Corey LaJoie (1-14, 16-36)                                          | Ryan Sparks                                                             |
| Chevrolet   | Spire Motorsports        | 7  | Carson Hocevar (15)                                                 | Ryan Sparks                                                             |
| Chevrolet   | Spire Motorsports        | 77 | Ty Dillon                                                           | Kevin Bellicourt (1-20) Kevin Manion (21-25, 27-36) Peter Sospenzo (26) |
| Chevrolet   | Trackhouse Racing        | 1  | Ross Chastain                                                       | Phil Surgen                                                             |
| Chevrolet   | Trackhouse Racing        | 99 | Daniel Suárez                                                       | Travis Mack                                                             |
| Ford        | Front Row Motorsports    | 34 | Michael McDowell                                                    | Travis Peterson                                                         |
| Ford        | Front Row Motorsports    | 38 | Todd Gilliland (1-3, 5-9, 11-13, 15, 17-29, 31, 33-36)              | Ryan Bergenty                                                           |
| Ford        | Front Row Motorsports    | 38 | Zane Smith (4, 10, 14, 16, 30, 32)                                  | Ryan Bergenty                                                           |
| Ford        | RFK Racing               | 6  | Brad Keselowski                                                     | Matt McCall                                                             |
| Ford        | RFK Racing               | 17 | Chris Buescher                                                      | Scott Graves                                                            |
| Ford        | Rick Ware Racing         | 15 | Riley Herbst (1, 10)                                                | Billy Plourde (1-19, 21, 24, 27-36) Jerry Kelley (20, 22-23, 25-26)     |
| Ford        | Rick Ware Racing         | 15 | J. J. Yeley (2-3, 5, 7-9, 14, 19, 21-23, 27-30, 34-36)              | Billy Plourde (1-19, 21, 24, 27-36) Jerry Kelley (20, 22-23, 25-26)     |
| Ford        | Rick Ware Racing         | 15 | Todd Gilliland (4)                                                  | Billy Plourde (1-19, 21, 24, 27-36) Jerry Kelley (20, 22-23, 25-26)     |
| Ford        | Rick Ware Racing         | 15 | Jenson Button (6, 18, 24)                                           | Billy Plourde (1-19, 21, 24, 27-36) Jerry Kelley (20, 22-23, 25-26)     |
| Ford        | Rick Ware Racing         | 15 | Brennan Poole (11-13, 17, 26, 31, 33)                               | Billy Plourde (1-19, 21, 24, 27-36) Jerry Kelley (20, 22-23, 25-26)     |
| Ford        | Rick Ware Racing         | 15 | Gray Gaulding (15)                                                  | Billy Plourde (1-19, 21, 24, 27-36) Jerry Kelley (20, 22-23, 25-26)     |
| Ford        | Rick Ware Racing         | 15 | Andy Lally (16, 25, 32)                                             | Billy Plourde (1-19, 21, 24, 27-36) Jerry Kelley (20, 22-23, 25-26)     |
| Ford        | Rick Ware Racing         | 15 | Ryan Newman (20)                                                    | Billy Plourde (1-19, 21, 24, 27-36) Jerry Kelley (20, 22-23, 25-26)     |
| Ford        | Rick Ware Racing         | 51 | Cody Ware (1-7)                                                     | Jerry Kelley (1-19, 21, 24, 27-36) Billy Plourde (20, 22–23, 25–26)     |
| Ford        | Rick Ware Racing         | 51 | Matt Crafton (8)                                                    | Jerry Kelley (1-19, 21, 24, 27-36) Billy Plourde (20, 22–23, 25–26)     |
| Ford        | Rick Ware Racing         | 51 | Zane Smith (9)                                                      | Jerry Kelley (1-19, 21, 24, 27-36) Billy Plourde (20, 22–23, 25–26)     |
| Ford        | Rick Ware Racing         | 51 | J. J. Yeley (10-12, 15, 17, 26, 31, 33)                             | Jerry Kelley (1-19, 21, 24, 27-36) Billy Plourde (20, 22–23, 25–26)     |
| Ford        | Rick Ware Racing         | 51 | Ryan Newman (13, 22, 27, 29, 34-36)                                 | Jerry Kelley (1-19, 21, 24, 27-36) Billy Plourde (20, 22–23, 25–26)     |
| Ford        | Rick Ware Racing         | 51 | Todd Gilliland (14, 16, 30, 32)                                     | Jerry Kelley (1-19, 21, 24, 27-36) Billy Plourde (20, 22–23, 25–26)     |
| Ford        | Rick Ware Racing         | 51 | Andy Lally (18, 24)                                                 | Jerry Kelley (1-19, 21, 24, 27-36) Billy Plourde (20, 22–23, 25–26)     |
| Ford        | Rick Ware Racing         | 51 | Cole Custer (19-21, 23, 25, 28)                                     | Jerry Kelley (1-19, 21, 24, 27-36) Billy Plourde (20, 22–23, 25–26)     |
| Ford        | Stewart-Haas Racing      | 4  | Kevin Harvick                                                       | Rodney Childers (1-24, 26-36) Stephen Doran (25)                        |
| Ford        | Stewart-Haas Racing      | 10 | Aric Almirola                                                       | Drew Blickensderfer                                                     |
| Ford        | Stewart-Haas Racing      | 14 | Chase Briscoe                                                       | Johnny Klausmeier (1-14) Mike Bugarewicz (15-16)                        |
| Ford        | Stewart-Haas Racing      | 41 | Ryan Preece                                                         | Chad Johnston                                                           |
| Ford        | Team Penske              | 2  | Austin Cindric                                                      | Jeremy Bullins (1-26) Brian Wilson (17-36)                              |
| Ford        | Team Penske              | 12 | Ryan Blaney                                                         | Jonathan Hassler                                                        |
| Ford        | Team Penske              | 22 | Joey Logano                                                         | Paul Wolfe                                                              |
| Ford        | Wood Brothers Racing     | 21 | Harrison Burton                                                     | Brian Wilson (1-26) Jeremy Bullins (27-36)                              |
| Toyota      | 23XI Racing              | 23 | Bubba Wallace                                                       | Bootie Barker                                                           |
| Toyota      | 23XI Racing              | 45 | Tyler Reddick                                                       | Billy Scott (1-12, 14-36) Dave Rogers (13)                              |
| Toyota      | Joe Gibbs Racing         | 11 | Denny Hamlin                                                        | Chris Gabehart                                                          |
| Toyota      | Joe Gibbs Racing         | 19 | Martin Truex Jr.                                                    | James Small                                                             |
| Toyota      | Joe Gibbs Racing         | 20 | Christopher Bell                                                    | Adam Stevens                                                            |
| Toyota      | Joe Gibbs Racing         | 54 | Ty Gibbs (R)                                                        | Chris Gayle                                                             |

### Squadre senzacharter

#### Programma limitato
Le seguenti scuderie, a differenza delle precedenti, non garantiscono la loro presenza in tutte le gare del campionato NASCAR.
| Costruttore | Team                     | N. | Pilota              | Capo squadra     | Gare                  |
| ----------- | ------------------------ | -- | ------------------- | ---------------- | --------------------- |
| Chevrolet   | Beard Motorsports        | 62 | Austin Hill         | Darren Shaw      | 1, 10, 19, 23, 26, 32 |
| Chevrolet   | Kaulig Racing            | 13 | Chandler Smith      | Eddie Pardue     | 1, 7, 26, 31          |
| Chevrolet   | Kaulig Racing            | 13 | Jonathan Davenport  | Eddie Pardue     | 8                     |
| Chevrolet   | Legacy Motor Club        | 84 | Jimmie Johnson      | Todd Gordon      | 1, 6, 14              |
| Chevrolet   | Richard Childress Racing | 33 | Brodie Kostecki     | Justin Alexander | 24                    |
| Chevrolet   | The Money Team Racing    | 50 | Conor Daly          | Tony Eury Jr.    | 1, 6                  |
| Chevrolet   | Trackhouse Racing        | 91 | Kimi Räikkönen      | Darian Grubb     | 6                     |
| Chevrolet   | Trackhouse Racing        | 91 | Shane van Gisbergen | Darian Grubb     | 18, 24                |
| Ford        | Front Row Motorsports    | 36 | Zane Smith          | Chris Lawson     | 1                     |
| Ford        | Front Row Motorsports    | 36 | Todd Gilliland      | Chris Lawson     | 10                    |
| Ford        | Front Row Motorsports    | 36 | Riley Herbst        | Tony Manzer      | 26, 31                |
| Toyota      | 23XI Racing              | 67 | Travis Pastrana     | Eric Phillips    | 1                     |
| Toyota      | 23XI Racing              | 67 | Kamui Kobayashi     | Eric Phillips    | 24                    |

## Cambiamenti nel regolamento
- La NASCAR ha debuttato con un pacchetto "tempo umido" per piste brevi nel 2023 in risposta ai ritardi dovuti alla pioggia. Il pacchetto consisterà in un tergicristallo, alette dietro le ruote, luci posteriori e pneumatici da pioggia.[97] Ciò è stato ufficializzato il 31 gennaio 2023, quando la NASCAR ha annunciato che il Los Angeles Memorial Coliseum, il Martinsville Speedway, il New Hampshire Motor Speedway, il North Wilkesboro Speedway, il Richmond Raceway, il Chicago Street Course e il Phoenix Raceway avrebbero avuto pacchetti per il tempo piovoso.[98]
- A causa dei problemi di sicurezza della stagione 2022 con i conducenti che subivano commozioni cerebrali e si sentivano doloranti a causa di tamponamenti, NASCAR ha apportato modifiche alla struttura posteriore della Next Gen per il 2023 per creare una zona di deformazione più grande nella speranza che impedisca l'energia proveniente da quelli impatti derivanti dal conducente. La regolazione prevede anche lievi modifiche alla sezione centrale della vettura. Erano previste anche modifiche alla struttura anteriore per la seconda gara all'Atlanta Motor Speedway per ridurre ulteriormente il rischio di lesioni.[99][100]
- La NASCAR ha formalmente vietato ai conducenti di fare wall-riding (dopo l'acrobazia "Hail Melon" di Ross Chastain all'Xfinity 500 del 2022). NASCAR ha citato le regole precedentemente esistenti che ora verranno applicate in modo da vietare lo spostamento.[101]
- Le penalità per le ruote allentate sono state ridotte a una penalità di due giri e alla sospensione di due gare per i membri dell'equipaggio (invece della sospensione del capo equipaggio per quattro gare).
- È stato eliminato il requisito secondo cui i piloti devono essere tra i primi 30 della classifica per poter accedere ai playoff.
- Le avvertenze relative alle interruzioni di tappa sono state eliminate in tutte le gare su strada. I punti di tappa verranno comunque assegnati ai piloti su giri predeterminati, ma non verrà visualizzata alcuna avvertenza. Ciò è stato fatto nel tentativo di ridurre il tempo trascorso con cautela sui percorsi lunghi e per aumentare la strategia durante la gara. Il 12 settembre 2023, i funzionari della NASCAR hanno annunciato che la gara dei playoff al Charlotte ROVAL non avrà questa regola e che ci saranno precauzioni alla fine della fase. Ciò è stato fatto perché c'era solo un'ammonizione nei due precedenti eventi su strada a Indianapolis e Watkins Glen. Inoltre, Elton Sawyer, vicepresidente senior della competizione della NASCAR, "ha notato il desiderio di arbitrare tutte e 10 le gare dei playoff in modo coerente, con ogni gara con avvertenze per le pause di tappa".
- La regola della scelta del cono, introdotta nel 2020, è stata estesa alle gare su targa/superspeedway per il 2023, nonché alle gare su sterrato.[102] Il 9 marzo 2023, la NASCAR ha annunciato che tutti i percorsi stradali avrebbero avuto la regola del cono scelto per il 2023, il che significa che ogni gara avrà questa regola.[103]

## Calendario
| N°                         | Gara                                                  | Pista                                       | Località                         | Data           | Tempo (ET)     | Canale         | Radio          |
| Regular Season             | Regular Season                                        | Regular Season                              | Regular Season                   | Regular Season | Regular Season | Regular Season | Regular Season |
| -------------------------- | ----------------------------------------------------- | ------------------------------------------- | -------------------------------- | -------------- | -------------- | -------------- | -------------- |
|                            | Busch Light Clash at The Coliseum                     | O Los Angeles Memorial Coliseum             | Los Angeles, California          | 5 febbraio     | 20:00          | Fox            | MRN            |
| Bluegreen Vacations Duel   | O Daytona International Speedway                      | Daytona Beach, Florida                      | 16 febbraio                      | 19:00          | FS1            |                | MRN            |
| 1                          | Daytona 500                                           | O Daytona International Speedway            | Daytona Beach, Florida           | 19 febbraio    | 14:30          | Fox            | MRN            |
| 2                          | Pala Casino 400                                       | O Auto Club Speedway                        | Fontana, California              | 26 febbraio    | 15:30          | Fox            | MRN            |
| 3                          | Pennzoil 400                                          | O Las Vegas Motor Speedway                  | Las Vegas, Nevada                | 5 marzo        | 15:30          | Fox            | PRN            |
| 4                          | United Rentals Work United 500                        | O Phoenix Raceway                           | Avondale, Arizona                | 12 marzo       | 15:30          | Fox            | MRN            |
| 5                          | Ambetter Health 400                                   | O Atlanta Motor Speedway                    | Hampton, Georgia                 | 19 marzo       | 15:00          | Fox            | PRN            |
| 6                          | EchoPark Automotive Grand Prix                        | R Circuit of the Americas                   | Austin, Texas                    | 26 marzo       | 15:30          | Fox            | PRN            |
| 7                          | Toyota Owners 400                                     | O Richmond Raceway                          | Richmond, Virginia               | 2 aprile       | 15:30          | FS1            | MRN            |
| 8                          | Food City Dirt Race                                   | D Bristol Motor Speedway (Dirt Course)      | Bristol, Tennessee               | 9 aprile       | 19:00          | Fox            | PRN            |
| 9                          | NOCO 400                                              | O Martinsville Speedway                     | Ridgeway, Virginia               | 16 aprile      | 15:00          | FS1            | MRN            |
| 10                         | GEICO 500                                             | O Talladega Superspeedway                   | Lincoln, Alabama                 | 23 aprile      | 15:00          | Fox            | MRN            |
| 11                         | Würth 400                                             | O Dover Motor Speedway                      | Dover, Delaware                  | 1º maggio      | 12:00          | FS1            | PRN            |
| 12                         | AdventHealth 400                                      | O Kansas Speedway                           | Kansas City, Kansas              | 7 maggio       | 15:00          | FS1            | MRN            |
| 13                         | Goodyear 400                                          | O Darlington Raceway                        | Darlington, South Carolina       | 14 maggio      | 15:00          | FS1            | MRN            |
|                            | NASCAR All-Star Open                                  | O North Wilkesboro Speedway                 | North Wilkesboro, North Carolina | 21 maggio      | 18:00          | FS1            | MRN            |
| NASCAR All-Star Race       | 20:00                                                 | O North Wilkesboro Speedway                 | North Wilkesboro, North Carolina | 21 maggio      |                | FS1            | MRN            |
| 14                         | Coca-Cola 600                                         | O Charlotte Motor Speedway                  | Concord, North Carolina          | 29 maggio      | 15:00          | Fox            | PRN            |
| 15                         | Enjoy Illinois 300 presented by TicketSmarter         | O World Wide Technology Raceway             | Madison, Illinois                | 4 giugno       | 15:30          | FS1            | MRN            |
| 16                         | Toyota/Save Mart 350                                  | R Sonoma Raceway                            | Sonoma, California               | 11 giugno      | 15:30          | Fox            | PRN            |
| 17                         | Ally 400                                              | O Nashville Superspeedway                   | Lebanon, Tennessee               | 25 giugno      | 19:00          | NBC            | PRN            |
| 18                         | Grant Park 220                                        | C Chicago Street Course                     | Chicago, Illinois                | 2 luglio       | 17:30          | NBC            | MRN            |
| 19                         | Quaker State 400 Presented by Walmart                 | O Atlanta Motor Speedway                    | Hampton, Georgia                 | 9 luglio       | 19:00          | USA Network    | PRN            |
| 20                         | Crayon 301                                            | O New Hampshire Motor Speedway              | Loudon, New Hampshire            | 17 luglio      | 12:00          | USA Network    | PRN            |
| 21                         | HighPoint.com 400                                     | O Pocono Raceway                            | Long Pond, Pennsylvania          | 23 luglio      | 14:30          | USA Network    | MRN            |
| 22                         | Cook Out 400                                          | O Richmond Raceway                          | Richmond, Virginia               | 30 luglio      | 15:00          | USA Network    | MRN            |
| 23                         | FireKeepers Casino 400                                | O Michigan International Speedway           | Brooklyn, Michigan               | 6-7 agosto     | 14:30          | USA Network    | MRN            |
| 24                         | Verizon 200 at the Brickyard                          | R Indianapolis Motor Speedway (Road Course) | Speedway, Indiana                | 13 agosto      | 14:30          | NBC            | IMS            |
| 25                         | Go Bowling at The Glen                                | R Watkins Glen International                | Watkins Glen, New York           | 20 agosto      | 15:00          | USA            | MRN            |
| 26                         | Coke Zero Sugar 400                                   | O Daytona International Speedway            | Daytona Beach, Florida           | 26 agosto      | 19:00          | NBC            | MRN            |
| NASCAR Cup Series Playoffs |                                                       |                                             |                                  |                |                |                |                |
| Round of 16                |                                                       |                                             |                                  |                |                |                |                |
| 27                         | Cook Out Southern 500                                 | O Darlington Raceway                        | Darlington, South Carolina       | 3 settembre    | 18:00          | USA            | MRN            |
| 28                         | Hollywood Casino 400 Presented by Barstool Sportsbook | O Kansas Speedway                           | Kansas City, Kansas              | 10 settembre   | 15:00          | USA            | MRN            |
| 29                         | Bass Pro Shops Night Race                             | O Bristol Motor Speedway                    | Bristol, Tennessee               | 16 settembre   | 19:30          | USA            | PRN            |
| Round of 12                |                                                       |                                             |                                  |                |                |                |                |
| 30                         | Autotrader EchoPark Automotive 400                    | O Texas Motor Speedway                      | Fort Worth, Texas                | 24 settembre   | 15:30          | USA            | PRN            |
| 31                         | YellaWood 500                                         | O Talladega Superspeedway                   | Lincoln, Alabama                 | 1º ottobre     | 14:30          | NBC            | MRN            |
| 32                         | Bank of America Roval 400                             | R Charlotte Motor Speedway (Roval)          | Concord, North Carolina          | 8 ottobre      | 14:00          | NBC            | PRN            |
| Round of 8                 |                                                       |                                             |                                  |                |                |                |                |
| 33                         | South Point 400                                       | O Las Vegas Motor Speedway                  | Las Vegas, Nevada                | 15 ottobre     | 14:30          | NBC            | PRN            |
| 34                         | 4EVER 400 Presented by Mobil 1                        | O Homestead–Miami Speedway                  | Homestead, Florida               | 22 ottobre     | 14:30          | NBC            | MRN            |
| 35                         | Xfinity 500                                           | O Martinsville Speedway                     | Ridgeway, Virginia               | 29 ottobre     | 14:00          | NBC            | MRN            |
| Championship 4             |                                                       |                                             |                                  |                |                |                |                |
| 36                         | NASCAR Cup Series Championship Race                   | O Phoenix Raceway                           | Avondale, Arizona                | 5 novembre     | 15:00          | NBC            | MRN            |

 O  Ovale corto/Superspeedway
 R  Circuito stradale
 C  Circuito cittadino
 D  Circuito sterrato
NC Gara non valida per il campionato
In grassetto sono indicate le gare considerate "Crown Jewel".

## Risultati stagione
| Round                      | Gara                                | Pole position    | Più giri condotti  | Vincitore           | Costruttore | Resoconto |
| -------------------------- | ----------------------------------- | ---------------- | ------------------ | ------------------- | ----------- | --------- |
|                            | Busch Light Clash at The Coliseum   | Aric Almirola    | Ryan Preece        | Martin Truex Jr.    | Toyota      | Resoconto |
|                            | Bluegreen Vacations Duel 1          | Alex Bowman      | Ryan Blaney        | Joey Logano         | Ford        | Resoconto |
|                            | Bluegreen Vacations Duel 2          | Kyle Larson      | Kyle Busch         | Aric Almirola       | Ford        | Resoconto |
| 1                          | Daytona 500                         | Alex Bowman      | Brad Keselowski    | Ricky Stenhouse Jr. | Chevrolet   | Resoconto |
| 2                          | Pala Casino 400                     | Christopher Bell | Ross Chastain      | Kyle Busch          | Chevrolet   | Resoconto |
| 3                          | Pennzoil 400                        | Joey Logano      | William Byron      | William Byron       | Chevrolet   | Resoconto |
| 4                          | United Rentals Work United 500      | Kyle Larson      | Kyle Larson        | William Byron       | Chevrolet   | Resoconto |
| 5                          | Ambetter Health 400                 | Joey Logano      | Joey Logano        | Joey Logano         | Ford        | Resoconto |
| 6                          | EchoPark Automotive Grand Prix      | William Byron    | Tyler Reddick      | Tyler Reddick       | Toyota      | Resoconto |
| 7                          | Toyota Owners 400                   | Alex Bowman      | William Byron      | Kyle Larson         | Chevrolet   | Resoconto |
| 8                          | Food City Dirt Race                 | Kyle Larson      | Christopher Bell   | Christopher Bell    | Toyota      | Resoconto |
| 9                          | NOCO 400                            | Ryan Preece      | Ryan Preece        | Kyle Larson         | Chevrolet   | Resoconto |
| 10                         | GEICO 500                           | Denny Hamlin     | Ryan Blaney        | Kyle Busch          | Chevrolet   | Resoconto |
| 11                         | Würth 400                           | Kyle Busch       | William Byron      | Martin Truex Jr.    | Toyota      | Resoconto |
| 12                         | AdventHealth 400                    | William Byron    | Kyle Larson        | Denny Hamlin        | Toyota      | Resoconto |
| 13                         | Goodyear 400                        | Martin Truex Jr. | Martin Truex Jr.   | William Byron       | Chevrolet   | Resoconto |
|                            | NASCAR All-Star Open                | Ty Gibbs         | Ty Gibbs           | Josh Berry          | Chevrolet   | Resoconto |
|                            | NASCAR All-Star Race                | Daniel Suárez    | Kyle Larson        | Kyle Larson         | Chevrolet   | Resoconto |
| 14                         | Coca-Cola 600                       | William Byron    | Ryan Blaney        | Ryan Blaney         | Ford        | Resoconto |
| 15                         | Enjoy Illinois 300                  | Kyle Busch       | Kyle Busch         | Kyle Busch          | Chevrolet   | Resoconto |
| 16                         | Toyota/Save Mart 350                | Denny Hamlin     | Martin Truex Jr.   | Martin Truex Jr.    | Toyota      | Resoconto |
| 17                         | Ally 400                            | Ross Chastain    | Ross Chastain      | Ross Chastain       | Chevrolet   | Resoconto |
| 18                         | Grant Park 220                      | Denny Hamlin     | Christopher Bell   | Shane van Gisbergen | Chevrolet   | Resoconto |
| 19                         | Quaker State 400                    | Aric Almirola    | Aric Almirola      | William Byron       | Chevrolet   | Resoconto |
| 20                         | Crayon 301                          | Christopher Bell | Martin Truex Jr.   | Martin Truex Jr.    | Toyota      | Resoconto |
| 21                         | HighPoint.com 400                   | William Byron    | William Byron      | Denny Hamlin        | Toyota      | Resoconto |
| 22                         | Cook Out 400                        | Tyler Reddick    | Brad Keselowski    | Chris Buescher      | Ford        | Resoconto |
| 23                         | FireKeepers Casino 400              | Christopher Bell | Chris Buescher     | Chris Buescher      | Ford        | Resoconto |
| 24                         | Verizon 200 at the Brickyard        | Daniel Suárez    | Michael McDowell   | Michael McDowell    | Ford        | Resoconto |
| 25                         | Go Bowling at The Glen              | Denny Hamlin     | William Byron      | William Byron       | Chevrolet   | Resoconto |
| 26                         | Coke Zero Sugar 400                 | Chase Briscoe    | Chase Briscoe      | Chris Buescher      | Ford        | Resoconto |
| NASCAR CUP Series Playoffs |                                     |                  |                    |                     |             |           |
| Round of 16                |                                     |                  |                    |                     |             |           |
| 27                         | Cook Out Southern 500               | Christopher Bell | Denny Hamlin       | Kyle Larson         | Chevrolet   | Resoconto |
| 28                         | Hollywood Casino 400                | Christopher Bell | Kyle Larson        | Tyler Reddick       | Toyota      | Resoconto |
| 29                         | Bass Pro Shops Night Race           | Christopher Bell | Christopher Bell   | Denny Hamlin        | Toyota      | Resoconto |
| Round of 12                |                                     |                  |                    |                     |             |           |
| 30                         | Autotrader EchoPark Automotive 400  | Bubba Wallace    | Bubba Wallace      | William Byron       | Chevrolet   | Resoconto |
| 31                         | YellaWood 500                       | Aric Almirola    | Joey Logano        | Ryan Blaney         | Ford        | Resoconto |
| 32                         | Bank of America Roval 400           | Tyler Reddick    | A. J. Allmendinger | A. J. Allmendinger  | Chevrolet   | Resoconto |
| Round of 8                 |                                     |                  |                    |                     |             |           |
| 33                         | South Point 400                     | Christopher Bell | Kyle Larson        | Kyle Larson         | Chevrolet   | Resoconto |
| 34                         | 4EVER 400                           | Martin Truex Jr. | Kyle Larson        | Christopher Bell    | Toyota      | Resoconto |
| 35                         | Xfinity 500                         | Martin Truex Jr. | Denny Hamlin       | Ryan Blaney         | Ford        | Resoconto |
| Championship 4             |                                     |                  |                    |                     |             |           |
| 36                         | NASCAR Cup Series Championship Race | William Byron    | Ross Chastain      | Ross Chastain       | Chevrolet   | Resoconto |
| Reference:                 |                                     |                  |                    |                     |             |           |

## Classifiche

### Classifica Piloti
(chiave) Grassetto – Pole position assegnata in base al tempo. Corsivo – Pole position stabilita con la formula della competizione. * – Maggiori giri in testa. 1 – Vincitore Stage 1. 2 – Vincitore Stage 2. 3 – Vincitore Stage 3.1–10 - I primi 10 classificati della Regular Season.

. – Eliminato dopo il Round of 16
. – Eliminato dopo il Round of 12
. – Eliminato dopo il Round of 8
| Pos.                               | Pilota               | DAY  | CAL  | LVS  | PHO | ATL | COA | RCH  | BRD | MAR  | TAL | DOV | KAN | DAR  | CLT | GTW | SON | NSH | CSC   | ATL | NHA  | POC | RCH | MCH | IRC | GLN | DAY |       | DAR | KAN  | BRI | TEX | TAL | ROV  | LVS  | HOM | MAR | PHO  | Pts.  | Stage | Bonus |
| ---------------------------------- | -------------------- | ---- | ---- | ---- | --- | --- | --- | ---- | --- | ---- | --- | --- | --- | ---- | --- | --- | --- | --- | ----- | --- | ---- | --- | --- | --- | --- | --- | --- | ----- | --- | ---- | --- | --- | --- | ---- | ---- | --- | --- | ---- | ----- | ----- | ----- |
| 1                                  | Ryan Blaney          | 8    | 26   | 13   | 2   | 7   | 21  | 26   | 23  | 7    | 2*  | 3   | 16  | 9    | 1*3 | 62  | 31  | 36  | 33    | 91  | 22   | 30  | 14  | 9   | 13  | 9   | 36  | 9     | 12  | 22   | 28  | 1   | 12  | 6    | 2    | 12  | 2   | 5035 | –     | 14    |       |
| 2                                  | Kyle Larson          | 18   | 29   | 2    | 4*2 | 31  | 14  | 1    | 351 | 1    | 33  | 32  | 2*  | 20   | 30  | 4   | 8   | 5   | 4     | 36  | 3    | 202 | 19  | 5   | 8   | 26  | 27  | 1     | 41  | 2    | 312 | 15  | 13  | 1*12 | 34*1 | 6   | 3   | 5034 | –     | 247   |       |
| 3                                  | William Byron        | 34   | 25   | 1*12 | 1   | 32  | 51  | 24*1 | 13  | 23   | 7   | 4*1 | 3   | 1    | 21  | 8   | 14  | 6   | 13    | 1   | 24   | 14* | 21  | 35  | 14  | 1*2 | 8   | 4     | 15  | 9    | 1   | 2   | 2   | 7    | 4    | 13  | 41  | 5033 | –     | 413   |       |
| 4                                  | Christopher Bell     | 3    | 32   | 5    | 6   | 3   | 31  | 4    | 1*  | 16   | 8   | 6   | 36  | 14   | 24  | 11  | 9   | 7   | 18*12 | 23  | 29   | 6   | 20  | 13  | 9   | 3   | 16  | 23    | 8   | 3*12 | 4   | 14  | 15  | 2    | 1    | 7   | 36  | 5001 | –     | 164   |       |
| NASCAR Cup Series Playoffs cut-off |                      |      |      |      |     |     |     |      |     |      |     |     |     |      |     |     |     |     |       |     |      |     |     |     |     |     |     |       |     |      |     |     |     |      |      |     |     |      |       |       |       |
| Pos.                               | Pilota               | DAY  | CAL  | LVS  | PHO | ATL | COA | RCH  | BRD | MAR  | TAL | DOV | KAN | DAR  | CLT | GTW | SON | NSH | CSC   | ATL | NHA  | POC | RCH | MCH | IRC | GLN | DAY |       | DAR | KAN  | BRI | TEX | TAL | ROV  | LVS  | HOM | MAR | PHO  | Pts.  | Stage | Bonus |
| 2                                  | Denny Hamlin         | 17   | 6    | 11   | 23  | 6   | 16  | 202  | 22  | 4    | 17  | 5   | 1   | 12   | 35  | 2   | 361 | 32  | 11    | 14  | 7    | 1   | 2   | 3   | 192 | 2   | 26  | 25*12 | 2   | 1    | 5   | 3   | 37  | 10   | 30   | 3*1 | 8   | 2383 | 42    | 322   |       |
| 6                                  | Tyler Reddick        | 39   | 34   | 15   | 3   | 5   | 1*2 | 16   | 2   | 22   | 16  | 7   | 9   | 22   | 5   | 35  | 33  | 301 | 28    | 27  | 6    | 2   | 161 | 30  | 4   | 8   | 25  | 2     | 1   | 15   | 251 | 16  | 61  | 8    | 3    | 26  | 22  | 2344 | 17    | 16    |       |
| 7                                  | Chris Buescher       | 4    | 13   | 21   | 15  | 35  | 8   | 30   | 18  | 14   | 3   | 9   | 17  | 10   | 82  | 12  | 4   | 18  | 10    | 15  | 15   | 18  | 1   | 1*  | 11  | 7   | 1   | 3     | 27  | 4    | 14  | 19  | 7   | 11   | 21   | 8   | 52  | 2310 | 15    | 216   |       |
| 8                                  | Brad Keselowski      | 22*1 | 7    | 17   | 18  | 2   | 35  | 10   | 17  | 24   | 5   | 8   | 19  | 4    | 19  | 28  | 16  | 11  | 24    | 62  | 5    | 16  | 6*2 | 4   | 20  | 15  | 2   | 6     | 92  | 8    | 7   | 322 | 18  | 4    | 28   | 33  | 15  | 2302 | 57    | 125   |       |
| 9                                  | Ross Chastain        | 92   | 3*12 | 12   | 24  | 13  | 4   | 3    | 28  | 13   | 23  | 2   | 5   | 292  | 22  | 22  | 10  | 1*  | 22    | 35  | 23   | 13  | 24  | 7   | 17  | 18  | 17  | 5     | 13  | 23   | 2   | 37  | 10  | 5    | 31   | 14  | 1*  | 2299 | 42    | 1110  |       |
| 10                                 | Bubba Wallace        | 20   | 30   | 4    | 14  | 27  | 37  | 22   | 12  | 9    | 28  | 12  | 4   | 5    | 4   | 30  | 17  | 15  | 31    | 25  | 8    | 11  | 12  | 18  | 18  | 12  | 12  | 7     | 32  | 14   | 3*  | 23  | 16  | 13   | 6    | 11  | 10  | 2279 | 27    | –     |       |
| 11                                 | Martin Truex Jr.     | 15   | 11   | 7    | 17  | 19  | 17  | 11   | 7   | 3    | 27  | 1   | 8   | 31*1 | 3   | 5   | 1*  | 2   | 32    | 29  | 1*12 | 3   | 7   | 212 | 7   | 6   | 241 | 18    | 36  | 19   | 17  | 18  | 20  | 9    | 29   | 12  | 6   | 2269 | 35    | 361   |       |
| 12                                 | Joey Logano          | 2    | 10   | 36   | 11  | 1*1 | 28  | 7    | 37  | 2    | 30  | 31  | 62  | 18   | 21  | 3   | 3   | 19  | 8     | 17  | 2    | 351 | 4   | 14  | 34  | 10  | 5   | 12    | 5   | 34   | 21  | 24* | 5   | 12   | 8    | 5   | 18  | 2258 | 24    | 8     |       |
| 13                                 | Kevin Harvick        | 12   | 5    | 9    | 5   | 33  | 13  | 5    | 9   | 202  | 21  | 19  | 11  | 2    | 11  | 10  | 11  | 24  | 29    | 30  | 4    | 4   | 10  | 8   | 23  | 21  | 9   | 19    | 11  | 29   | 6   | 38  | 19  | 16   | 11   | 16  | 7   | 2241 | 37    | 48    |       |
| 14                                 | Kyle Busch           | 19   | 1    | 14   | 8   | 10  | 2   | 14   | 32  | 21   | 1   | 21  | 35  | 7    | 6   | 1*1 | 2   | 9   | 5     | 5   | 36   | 21  | 3   | 37  | 36  | 14  | 7   | 11    | 7   | 20   | 34  | 25  | 3   | 3    | 18   | 27  | 25  | 2232 | 11    | 199   |       |
| 15                                 | Michael McDowell     | 28   | 18   | 25   | 13  | 21  | 12  | 6    | 11  | 19   | 35  | 22  | 26  | 33   | 28  | 9   | 7   | 28  | 7     | 4   | 13   | 19  | 22  | 24  | 1*1 | 361 | 13  | 32    | 26  | 6    | 15  | 21  | 32  | 17   | 22   | 25  | 9   | 2185 | 15    | 7     |       |
| 16                                 | Ricky Stenhouse Jr.  | 1    | 12   | 24   | 19  | 17  | 7   | 35   | 4   | 8    | 15  | 15  | 12  | 13   | 7   | 32  | 12  | 22  | 34    | 10  | 18   | 7   | 17  | 21  | 25  | 13  | 34  | 16    | 23  | 10   | 9   | 22  | 34  | 25   | 27   | 19  | 23  | 2168 | 1     | 5     |       |
| 17                                 | Chase Elliott        | 38   | 2    |      |     |     |     |      |     | 10   | 121 | 11  | 7   | 3    | 34  |     | 5   | 4   | 3     | 13  | 12   | 10  | 13  | 36  | 2   | 32  | 4   | 8     | 6   | 7    | 11  | 7   | 92  | 32   | 15   | 17  | 16  | 820  | 116   | 2     |       |
| 18                                 | Ty Gibbs (R)         | 25   | 16   | 22   | 28  | 9   | 9   | 9    | 10  | 18   | 31  | 13  | 34  | 16   | 26  | 20  | 18  | 14  | 9     | 34  | 27   | 5   | 15  | 11  | 12  | 5   | 35  | 21    | 14  | 5    | 33  | 34  | 4   | 34   | 7    | 18  | 21  | 771  | 95    | –     |       |
| 19                                 | Daniel Suárez        | 7    | 4    | 10   | 22  | 29  | 27  | 23   | 25  | 17   | 9   | 35  | 15  | 34   | 23  | 7   | 22  | 12  | 27    | 2   | 16   | 36  | 33  | 6   | 3   | 22  | 20  | 34    | 16  | 21   | 8   | 10  | 33  | 15   | 16   | 34  | 11  | 756  | 108   | –     |       |
| 20                                 | Alex Bowman          | 5    | 8    | 3    | 9   | 14  | 3   | 8    | 29  | 11   | 13  |     |     |      | 12  | 26  | 15  | 17  | 37    | 26  | 14   | 24  | 18  | 33  | 5   | 23  | 6   | 33    | 10  | 13   | 12  | 28  | 8   | 35   | 19   | 32  | 17  | 701  | 98    | -5    |       |
| 21                                 | A. J. Allmendinger   | 6    | 36   | 18   | 20  | 16  | 34  | 27   | 16  | 27   | 29  | 18  | 14  | 23   | 14  | 14  | 6   | 10  | 17    | 3   | 19   | 17  | 27  | 26  | 26  | 4   | 29  | 13    | 30  | 30   | 29  | 20  | 1*  | 21   | 5    | 28  | 32  | 692  | 61    | 5     |       |
| 22                                 | Aric Almirola        | 21   | 35   | 16   | 33  | 30  | 30  | 13   | 31  | 6    | 222 | 24  | 13  | 21   | 25  | 19  | 28  | 25  | 12    | 18* | 34   | 12  | 8   | 16  | 39  | 30  | 3   | 14    | 17  | 18   | 18  | 17  | 21  | 14   | 9    | 2   | 13  | 675  | 36    | 1     |       |
| 23                                 | Ryan Preece          | 36   | 33   | 23   | 12  | 28  | 32  | 18   | 24  | 15*1 | 34  | 17  | 27  | 15   | 13  | 17  | 13  | 16  | 15    | 24  | 28   | 31  | 5   | 22  | 31  | 17  | 31  | 28    | 18  | 12   | 23  | 8   | 11  | 26   | 13   | 20  | 14  | 637  | 54    | 1     |       |
| 24                                 | Austin Cindric       | 23   | 28   | 6    | 25  | 112 | 6   | 28   | 19  | 33   | 26  | 26  | 31  | 19   | 31  | 13  | 25  | 27  | 6     | 12  | 25   | 23  | 26  | 12  | 15  | 16  | 37  | 31    | 31  | 32   | 27  | 5   | 25  | 23   | 12   | 9   | 35  | 626  | 62    | 1     |       |
| 25                                 | Corey LaJoie         | 16   | 14   | 20   | 26  | 4   | 11  | 21   | 30  | 26   | 25  | 14  | 20  | 24   | 17  | 21  | 20  | 20  | 14    | 31  | 33   | 27  | 32  | 15  | 29  | 20  | 10  | 22    | 22  | 25   | 26  | 4   | 17  | 19   | 20   | 22  | 31  | 603  | 13    | –     |       |
| 26                                 | Justin Haley         | 32   | 21   | 8    | 27  | 22  | 19  | 29   | 6   | 28   | 19  | 23  | 18  | 8    | 15  | 16  | 21  | 23  | 2     | 8   | 17   | 33  | 30  | 23  | 38  | 24  | 21  | 24    | 21  | 35   | 13  | 6   | 22  | 22   | 23   | 30  | 29  | 593  | 15    | –     |       |
| 27                                 | Erik Jones           | 37   | 19   | 19   | 21  | 8   | 23  | 31   | 14  | 31   | 6   | 16  | 21  | 25   | 32  | 18  | 32  | 8   | 16    | 11  | 11   | 9   | 23  | 10  | 35  | 29  | 18  | 10    | 3   | 24   | 30  | 26  | 36  | 28   | 14   | 21  | 20  | 578  | 40    | –5    |       |
| 28                                 | Todd Gilliland       | 27   | 17   | 31   | 32  | 15  | 10  | 15   | 8   | 25   | 10  | 25  | 24  | 11   | 33  | 15  | 24  | 35  | 19    | 16  | 21   | 15  | 25  | 29  | 37  | 11  | 32  | 26    | 25  | 16   | 35  | 12  | 23  | 27   | 25   | 10  | 30  | 554  | 8     | –     |       |
| 29                                 | Austin Dillon        | 33   | 9    | 27   | 16  | 20  | 33  | 25   | 3   | 12   | 38  | 27  | 10  | 35   | 9   | 31  | 19  | 13  | 36    | 21  | 9    | 34  | 9   | 19  | 16  | 31  | 33  | 20    | 33  | 17   | 36  | 33  | 14  | 18   | 10   | 23  | 12  | 545  | 55    | -5    |       |
| 31                                 | Chase Briscoe        | 35   | 20   | 28   | 7   | 24  | 15  | 12   | 5   | 5    | 4   | 30  | 32  | 17   | 20  | 34  | 29  | 31  | 20    | 22  | 10   | 29  | 11  | 31  | 6   | 35  | 30* | 15    | 19  | 27   | 10  | 13  | 28  | 33   | 17   | 4   | 24  | 534  | 55    | –25   |       |
| 31                                 | Harrison Burton      | 26   | 15   | 26   | 35  | 34  | 22  | 19   | 15  | 29   | 36  | 20  | 30  | 6    | 18  | 23  | 27  | 21  | 30    | 28  | 20   | 8   | 31  | 17  | 21  | 33  | 28  | 35    | 35  | 28   | 20  | 31  | 24  | 20   | 36   | 15  | 26  | 452  | 6     | –     |       |
| 32                                 | Ty Dillon            | 40   | 31   | 34   | 30  | 23  | 39  | 32   | 21  | 32   | 14  | 36  | 22  | 27   | 27  | 25  | 23  | 32  | 35    | 19  | 26   | 28  | 34  | 20  | 27  | 34  | 11  | 29    | 28  | 33   | 19  | 27  | 31  | 24   | 24   | 24  | 28  | 364  | 14    | –     |       |
| 33                                 | Noah Gragson (R)     | 24   | 22   | 30   | 29  | 12  | 20  | 37   | 33  | 30   | 32  | 34  | 29  | 26   | 36  | 33  |     | 26  | 25    | 33  | 32   | 22  | 28  |     |     |     |     |       |     |      |     |     |     |      |      |     |     | 199  | 14    | –     |       |
| 34                                 | Cody Ware            | 14   | 27   | 35   | 34  | 25  | 25  | 34   |     |      |     |     |     |      |     |     |     |     |       |     |      |     |     |     |     |     |     |       |     |      |     |     |     |      |      |     |     | 65   | –     | –     |       |
| 35                                 | Jenson Button        |      |      |      |     |     | 18  |      |     |      |     |     |     |      |     |     |     |     | 21    |     |      |     |     |     | 28  |     |     |       |     |      |     |     |     |      |      |     |     | 45   | 1     | –     |       |
| 36                                 | Mike Rockenfeller    |      |      |      |     |     |     |      |     |      |     |     |     |      |     |     |     |     |       |     |      |     |     |     | 24  | 19  |     |       |     |      |     |     | 29  |      |      |     |     | 39   | –     | –     |       |
| 37                                 | Travis Pastrana      | 11   |      |      |     |     |     |      |     |      |     |     |     |      |     |     |     |     |       |     |      |     |     |     |     |     |     |       |     |      |     |     |     |      |      |     |     | 26   | –     | –     |       |
| 38                                 | Brodie Kostecki      |      |      |      |     |     |     |      |     |      |     |     |     |      |     |     |     |     |       |     |      |     |     |     | 22  |     |     |       |     |      |     |     |     |      |      |     |     | 15   | –     | –     |       |
| 39                                 | Jimmie Johnson       | 31   |      |      |     |     | 38  |      |     |      |     |     |     |      | 37  |     |     |     | Wth   |     |      |     |     |     |     |     |     |       |     |      |     |     |     |      |      |     |     | 12   | 4     | –     |       |
| 40                                 | Kimi Räikkönen       |      |      |      |     |     | 29  |      |     |      |     |     |     |      |     |     |     |     |       |     |      |     |     |     |     |     |     |       |     |      |     |     |     |      |      |     |     | 8    | –     | –     |       |
| 41                                 | Jonathan Davenport   |      |      |      |     |     |     |      | 36  |      |     |     |     |      |     |     |     |     |       |     |      |     |     |     |     |     |     |       |     |      |     |     |     |      |      |     |     | 1    | –     | –     |       |
| Piloti non idonei per i punti      |                      |      |      |      |     |     |     |      |     |      |     |     |     |      |     |     |     |     |       |     |      |     |     |     |     |     |     |       |     |      |     |     |     |      |      |     |     |      |       |       |       |
| Pos.                               | Pilota               | DAY  | CAL  | LVS  | PHO | ATL | COA | RCH  | BRD | MAR  | TAL | DOV | KAN | DAR  | CLT | GTW | SON | NSH | CSC   | ATL | NHA  | POC | RCH | MCH | IRC | GLN | DAY |       | DAR | KAN  | BRI | TEX | TAL | ROV  | LVS  | HOM | MAR | PHO  | Pts.  | Stage | Bonus |
|                                    | Shane van Gisbergen  |      |      |      |     |     |     |      |     |      |     |     |     |      |     |     |     |     | 1     |     |      |     |     |     | 10  |     |     |       |     |      |     |     |     |      |      |     |     |      |       |       |       |
|                                    | Josh Berry           |      |      | 29   | 10  | 18  |     | 2    | 27  |      |     | 10  | 25  | 30   |     |     |     |     |       |     |      |     |     | 34  |     |     | 22  |       |     |      |     |     |     |      |      |     |     |      |       |       |       |
|                                    | J. J. Yeley          |      | 23   | 33   |     | 26  |     | 36   | 20  | 36   | 11  | 28  | 23  |      | 16  | 24  |     | 29  |       | 7   |      | 26  | 35  | 27  |     |     | 19  | 30    | 34  | 26   | 32  | 36  |     | 29   | 33   | 35  | 27  |      |       |       |       |
|                                    | Riley Herbst         | 10   |      |      |     |     |     |      |     |      | 20  |     |     |      |     |     |     |     |       |     |      |     |     |     |     |     | 38  |       |     |      |     | 9   |     |      |      |     |     |      |       |       |       |
|                                    | Zane Smith           | 13   |      |      | 31  |     |     |      |     | 34   | 37  |     |     |      | 10  |     | 34  |     |       |     |      |     |     |     |     |     |     |       |     |      | 24  |     | 30  |      |      |     |     |      |       |       |       |
|                                    | Chandler Smith       | NQ   |      |      |     |     |     | 17   |     |      |     |     |     |      |     |     |     |     |       |     |      |     |     |     |     |     | 15  |       |     |      |     | 11  |     |      |      |     |     |      |       |       |       |
|                                    | Carson Hocevar       |      |      |      |     |     |     |      |     |      |     |     |     |      |     | 36  |     |     |       |     |      |     |     |     |     |     |     | 17    | 20  | 11   | 16  | 35  |     | 36   |      | 31  | 19  |      |       |       |       |
|                                    | Austin Hill          | NQ   |      |      |     |     |     |      |     |      | 24  |     |     |      |     |     |     |     |       | 37  |      |     |     | 28  |     |     | 14  |       |     |      |     |     | 27  |      |      |     |     |      |       |       |       |
|                                    | B. J. McLeod         | 30   | 24   | 32   | 36  | 36  |     |      | 26  |      | 18  | 29  |     | 32   | 29  | 27  |     |     |       | 20  | 31   | 32  | 36  |     |     |     | 23  | 36    |     | 31   | 22  | 29  |     | 31   |      | 36  | 33  |      |       |       |       |
|                                    | Josh Bilicki         |      |      |      |     |     | 26  |      |     |      |     |     | 33  |      |     |     | 30  | 34  | 23    |     |      |     |     | 32  | 32  | 27  |     |       |     |      |     |     | 26  |      | 35   |     |     |      |       |       |       |
|                                    | Cole Custer          |      |      |      |     |     |     |      |     |      |     |     |     |      |     |     |     |     |       | 32  | 35   | 25  |     | 25  |     | 28  |     |       | 24  |      |     |     |     |      |      |     | QL  |      |       |       |       |
|                                    | Jordan Taylor        |      |      |      |     |     | 24  |      |     |      |     |     |     |      |     |     |     |     |       |     |      |     |     |     |     |     |     |       |     |      |     |     |     |      |      |     |     |      |       |       |       |
|                                    | Andy Lally           |      |      |      |     |     |     |      |     |      |     |     |     |      |     |     | 35  |     | 26    |     |      |     |     |     | 30  | 25  |     |       |     |      |     |     | 35  |      |      |     |     |      |       |       |       |
|                                    | Ryan Newman          |      |      |      |     |     |     |      |     |      |     |     |     | 28   |     |     |     |     |       |     | 30   |     | 29  |     |     |     |     | 27    |     | 36   |     |     |     |      | 26   | 29  | 34  |      |       |       |       |
|                                    | Grant Enfinger       |      |      |      |     |     |     |      |     |      |     |     |     |      |     |     | 26  |     |       |     |      |     |     |     |     |     |     |       |     |      |     |     |     |      |      |     |     |      |       |       |       |
|                                    | Brennan Poole        |      |      |      |     |     |     |      |     |      |     | 33  | 28  | 36   |     |     |     | 33  |       |     |      |     |     |     |     |     | 39  |       |     |      |     | 30  |     | 30   |      |     |     |      |       |       |       |
|                                    | Conor Daly           | 29   |      |      |     |     | 36  |      |     |      |     |     |     |      |     |     |     |     |       |     |      |     |     |     |     |     |     |       |     |      |     |     |     |      |      |     |     |      |       |       |       |
|                                    | Gray Gaulding        |      |      |      |     |     |     |      |     |      |     |     |     |      |     | 29  |     |     |       |     |      |     |     |     |     |     |     |       |     |      |     |     |     |      |      |     |     |      |       |       |       |
|                                    | Sheldon Creed        |      |      |      |     |     |     |      |     |      |     |     |     |      |     |     |     |     |       |     |      |     |     |     |     |     |     |       | 29  |      |     |     |     |      |      |     |     |      |       |       |       |
|                                    | John Hunter Nemechek |      |      |      |     |     |     |      |     |      |     |     |     |      |     |     |     |     |       |     |      |     |     |     |     |     |     |       |     |      |     |     |     |      | 32   |     |     |      |       |       |       |
|                                    | Anthony Alfredo      |      |      |      |     |     |     | 33   |     | 35   |     |     |     |      |     |     |     |     |       |     |      |     |     |     |     |     |     |       |     |      |     |     |     |      |      |     |     |      |       |       |       |
|                                    | Kamui Kobayashi      |      |      |      |     |     |     |      |     |      |     |     |     |      |     |     |     |     |       |     |      |     |     |     | 33  |     |     |       |     |      |     |     |     |      |      |     |     |      |       |       |       |
|                                    | Matt Crafton         |      |      |      |     |     |     |      | 34  |      |     |     |     |      |     |     |     |     |       |     |      |     |     |     |     |     |     |       |     |      |     |     |     |      |      |     |     |      |       |       |       |
|                                    | Derek Kraus          |      |      |      |     |     |     |      |     |      |     |     |     |      |     |     |     |     |       |     |      |     | QL  |     |     |     |     |       |     |      |     |     |     |      |      |     |     |      |       |       |       |
| Pos.                               | Pilota               | DAY  | CAL  | LVS  | PHO | ATL | COA | RCH  | BRD | MAR  | TAL | DOV | KAN | DAR  | CLT | GTW | SON | NSH | CSC   | ATL | NHA  | POC | RCH | MCH | IRC | GLN | DAY | DAR   | KAN | BRI  | TEX | TAL | ROV | LVS  | HOM  | MAR | PHO | Pts. | Stage | Bonus |       |

### Classifica Costruttori
Dopo 36 di 36 gare
| Pos | Costruttore | Vittorie | Punti |
| --- | ----------- | -------- | ----- |
| 1   | Chevrolet   | 18       | 1328  |
| 2   | Toyota      | 10       | 1248  |
| 3   | Ford        | 8        | 1239  |